# Celtic Woman: Home for Christmas
Celtic Woman: Home for Christmas è un album del gruppo Celtic Woman, pubblicato il 9 ottobre 2012.
Le performers in Home for Christmas sono le cantanti Chloë Agnew, Lisa Lambe, Méav Ní Mhaolchatha, e la violinista Máiréad Nesbitt. Questo è il primo album a cui partecipa Méav Ní Mhaolchatha dopo cinque anni di lontananza dal gruppo, tuttavia la sua collaborazione non si è estesa oltre. È anche il primo album del gruppo senza Lisa Kelly che è stata una delle fondatrici.

## Tracce
|     | Titolo                          | Cantanti                                                      | Durata |
| --- | ------------------------------- | ------------------------------------------------------------- | ------ |
| 1.  | "I'll Be Home for Christmas"    | Lisa Lambe                                                    | 4:12   |
| 2.  | "Hark The Herald Angels Sing"   | Chloë Agnew, Méav Ní Mhaolchatha, Lisa Lambe, Máiréad Nesbitt | 5:01   |
| 3.  | "Santa Claus Is Coming to Town" | Chloë Agnew, Máiréad Nesbitt                                  | 4:13   |
| 4.  | "Silent Night"                  | Méav Ní Mhaolchatha                                           | 3:35   |
| 5.  | "We Three Kings"                | Chloë Agnew, Méav Ní Mhaolchatha, Lisa Lambe                  | 3:37   |
| 6.  | "We Wish You a Merry Christmas" | Chloë Agnew, Méav Ní Mhaolchatha, Lisa Lambe, Máiréad Nesbitt | 3:37   |
| 7.  | "What Child Is This"            | Méav Ní Mhaolchatha, Máiréad Nesbitt                          | 4:31   |
| 8.  | "Adeste fideles"                | Chloë Agnew                                                   | 4:20   |
| 9.  | "Winter Wonderland"             | Chloë Agnew, Méav Ní Mhaolchatha, Lisa Lambe, Máiréad Nesbitt | 2:51   |
| 10. | "Mary's Boy Child"              | Chloë Agnew, Méav Ní Mhaolchatha, Lisa Lambe                  | 3:07   |
| 11. | "Auld Lang Syne"                | Lisa Lambe                                                    | 3:07   |
| 12. | "Joy to the World"              | Chloë Agnew, Méav Ní Mhaolchatha, Lisa Lambe                  | 2:55   |